# Pablo Pozo
Pablo Antonio Pozo Quinteros (ur. 27 marca 1973 w San Vicente de Tagua Tagua) - sędzia piłkarski pochodzący z Chile. Jest międzynarodowym sędzią FIFA od roku 1999. Zna język hiszpański i angielski.
Został wybrany jako sędzia na Mundial 2010.